# Budova Albanologického institutu
Budova Albanologického institutu (albánsky Ndërtesa e Instituti Albanologjik) je brutalistní budova, která stojí v hlavním městě Kosova, Prištině. Slouží pro Albanologický institut. 

## Popis objektu
Stojí na ulici Eqrem Çabej v budově kampusu Univerzity v Prištině. Je dlouhá padesát metrů. Budova má tři hlavní části; centrální a dvě boční. Tím byla hmota objektu rozčleněna na několik částí. Objekt je čtyřpodlažní, v suterénu se nachází technické podlaží.
Nápadné jsou šikmé stěny mezi jednotlivými patry, které rozbíjejí monolitnost fasády a zároveň mají zabraňovat nadměrnému množství slunečního svitu do budovy, přitom ale umožnit dostatečné osvětlení. Na jednotlivých patrech se tak vytvářejí šestiúhelníkové vzory. Zkosené části fasády přecházejí směrem k přízemí v sloupy, které umocňují atypickou podobu budovy. Fasáda byla provedena jako sytě bílá bez jakéhokoliv ornamentu. Inspirací pro architekta byla najspíš budova Elion-Hitchings Building ve státě Severní Karolína v USA, nicméně použité vzory musel přizpůsobit menšímu objektu.

## Historie
Nová ústava z roku 1974 předpokládala rozšíření místní univerzity a vznik nových institucí, jako byl např. právě Albanologický institut. Proto bylo nezbytné vyprojektovat pro jeho potřeby nový objekt. 
Budova byla navržena podle projektu srbského architekta Miodraga Peciće v roce 1974 a dokončena roku 1977. Vítězný návrh byl vybrán (nejspíše vzhledem k národnostně citlivému tématu) na tajné soutěži. Druhý (neúspěšný) návrh připravil makedonský architekt Georgi Konstantinovski. 
Stavba vznikla v sousedství středu města, konkrétně podél hlavní osy zmíněné třídy Eqrem Çabej. Nachází se na jižní straně univerzitního kampusu jako podlouhý objekt, nedaleko od místní části Ulpiana na jihu a vysokoškoslskými kolejemi na jihovýchodě. Poloha navrženého objektu se liší od původního projektu; byl realizován v podobě přeložené o několik desítek metrů na východ a pootočen o 90°. Objekt předvídal již projekt univerzitního kampusu z roku 1970, který vypracoval Bashkim Fehmiu.